# Juliana Hodkinson
Juliana Hodkinson, née le 17 mars 1971 à Exeter, est une compositrice britannique, basée à Berlin et œuvrant dans le domaine de la musique classique contemporaine au Danemark. Elle est connue pour ses œuvres combinant des instruments acoustiques, de l'électronique, des prises de son en extérieur, des installations et éléments visuels.
En 2015, elle reçoit le prix honorifique de la Fondation Carl Nielsen et Anne Marie Carl-Nielsen,, et remporte le prix de composition de Stuttgart en 2017.

## Formation au Danemark et en Allemagne
Après avoir grandi dans le Devon, Hodkinson étudie la musicologie et la philosophie au King's College de Cambridge et les études japonaises à l'Université de Sheffield. En 1993, elle déménage au Danemark et étudie la composition avec Per Nørgård et Hans Abrahamsen. En 2007, elle achève un doctorat à l'Université de Copenhague ayant pour thème le silence dans la musique et l'art sonore. Par la suite, elle enseigne la composition à l'Université de Copenhague, à l'Académie royale de musique du Danemark, à l'Université technique de Berlin, à l'Académie de musique et de théâtre de l'Université de Göteborg et à l'Académie royale de musique d'Aarhus. Depuis 2009, Hodkinson vit à Berlin.

## Musique
Plusieurs ensembles et festivals ont commandé des musiques de Hodkinson : le Festival de Borealis, l'Orchestre symphonique écossais de la BBC,, l'Orchestre symphonique de la SWR, le Festival SPOR à Aarhus, l'Université d'été de Darmstadt et le London Sinfonietta.
Ses œuvres majeures incluent Angel View (2014), une pièce de théâtre semi-mise en scène pour l'ensemble Scenatet, Turbulence (2013), un opéra de chambre,, Fish & Fowl (2011), une collaboration avec le compositeur Niels Rønsholdt et Lightness (2015), pour trio de percussions et allumettes amplifiées,.
Elle préside la Danish Arts Foundation et ses panels musicaux, et est membre du conseil d'administration de l'Union des compositeurs danois.
La musique de Hodkinson est publiée aux éditions Wilhelm Hansen.